# Old Coppice
Old Coppice – wieś w Anglii, w hrabstwie Shropshire. Leży 7 km na południe od miasta Shrewsbury i 222 km na północny zachód od Londynu.